# الروس في صربيا
هناك مجتمع من الروس في صربيا (بالصربية: Руси у Србији)‏، (بالروسية: Русские в Сербии)‏ يبلغ عددهم 10,486 شخصًا (تعداد 2022)، والذي يشمل المواطنين الصرب من أصل روسي أو الأشخاص المولودين في روسيا المقيمين في البلاد. وفقًا لبيانات عام 2013، كان هناك 3290 مواطنًا روسيًا في صربيا.